# Poix-Terron
Poix-Terron je francouzská obec v departementu Ardensko v regionu Grand Est. V roce 2014 zde žilo 802 obyvatel.

## Poloha obce
Sousední obce jsou: Baâlons, La Horgne, Mazerny, Montigny-sur-Vence, Singly, Touligny, Villers-sur-le-Mont a Yvernaumont.

## Vývoj počtu obyvatel
Počet obyvatel